# HindIII

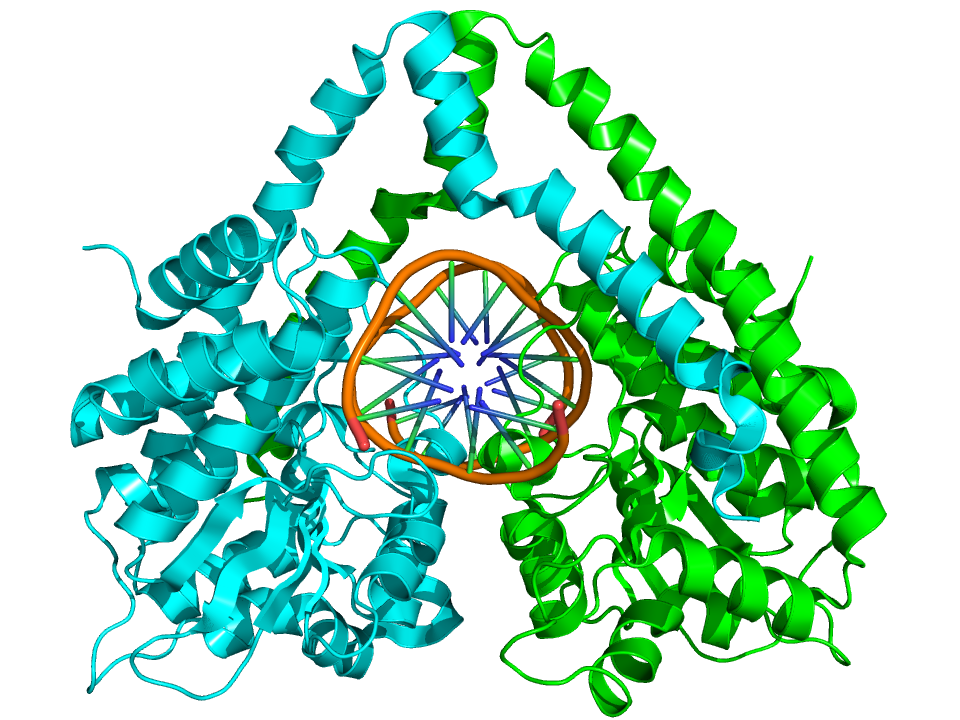

HindIII أحد إنزيمات الاقتطاع، وهو من أنزيمات ديوكسي ريبونوكلياز النوعية للموقع من النمط الثاني. يعزل هذا الإنزيم من المستدمية النزلية (باللاتينية: Haemophilus influenzae) ويقطع في مواقع متناظرة من تسلسل الحمض النووي AAGCTT مع وجود العامل المساعد للمغنسيوم Mg2+ عن طريق الحلمهة.
إنزيمات الاقتطاع أو التقييد تستخدم كآليات دفاع في الكائنات بدائيات النوى في نظام تحوير التقييد (بالإنجليزية: restriction modification system)‏. وظيفتها الأساسية هي حماية مجين المضيف من الغزو الأجنبي عن طريق الحمض النووي، وفي المقام الأول من قبل العاثيات.